# Zabărdo
Zabărdo (bulgariska: Забърдо) är ett distrikt i Bulgarien.   Det ligger i kommunen Obsjtina Tjepelare och regionen Smoljan, i den sydvästra delen av landet, 150 km sydost om huvudstaden Sofia.